# Новогеоргиевск
Новогео́ргиевск, до 1938 Но́во-Гео́ргиевское (укр. Новогеоргієвськ) (1615—1795 и 1806—1821 — Крылов, 1795—1806 — Александрия) — бывший город в Кировоградской области Украины, на р. Тясмин, на левобережье Днепра.
До 1917 года входил в состав Александрийского уезда, административной единицы в составе Екатеринославского наместничества; Екатеринославской, Херсонской и Кременчугской губерний.

## История
Основан в 1616 год Яном Даниловичем «на шляху татарском» в Корсунском старостве как укрепление на юго-восточной границе Речи Посполитой. По свидетельству люстрации 1616 года, в поселении было 200 дворов, соответственно, население составляло не менее 1 200 человек. 1616 года городу было предоставлено Магдебургское право. Как слобода он на 30 лет освобождалось от налогов. Подымный реестр 1631 года свидетельствует 50 «оседлых дымов» и 200 огородников. В казацкие времена пережило несколько нападений и разрушения.
Город упоминается в украинских народных думах:
Гей, як на славній Україні,
В славнім городі Крилові,
Там жила стара жона, удова
Та мала три сини,
Як ті ясні соколи…
(Эй, как на славной Украине,
В славном городе Крылове,
Там жила старая жена, вдова
И имела три сына,
Как те ясные соколы…)

В ходе восстания 1637 года гетман Павло Павлюк выдвинул из Крылова отряд в 1000-3000 казаков, под командой полковников Карпа Скидана и Семёна Быховца.
Город Крылов разрушен в 1674 году при гетмане Самойловиче, который перевёл население на левый берег Днепра.
В составе Российской империи Крылов стал городом военного ведомства. В 1741 году город предназначен местом постоя Миргородского полка (тогда здесь было 400 дворов и жителей около 2 000).
В 1784 году сделан посадом Екатеринославского наместничества.
В 1795 году получил статус уездного города Вознесенского наместничества и новое название Александрия.
В 1821 году отчислен к составу Орденского кирасирского полка.
До 1917 года также входил в состав Александрийского уезда, административной единицы в составе Екатеринославского наместничества, Херсонской и Кременчугской губерний Российской империи.
В 1897 году в городе насчитывалось около 11.5 тысяч человек (русских — 57 %, украинцев — 29 %, евреев — 12 %)
С момента основания Харьковской области в 1932 году и до выделения из неё Полтавской области назывался Ново-Георгиевское и являлся райцентром Ново-Георгиевского района, вошедшего в 1932 году в образованную Харьковскую область Украинской Советской Социалистической Республики.
В 1938 году причислен к разряду городов (Полтавской области) и назван Новогеоргиевск. 10 января 1939 года в составе Новогеоргиевского района вошел в новообразованную Кировоградскую область
С 7 августа 1941 года по 2 декабря 1943 года находился в немецко-фашистской оккупации.

## Судьба города
В 1961 году после сооружения Кременчугской ГЭС затоплен.
Население было переселено, в основном в построенный в связи со строительством Кременчугской ГЭС город Хрущёв, вскоре переименованный в Кремгэс, а с 1969 года — в Светловодск. 
На правом берегу Днепра находятся остатки города, с. Нагорное.

## Известные люди
- Колесников, Пётр Васильевич (12.07.1906-14.01.2001) — украинский советский генерал-майор артиллерии 1940-х гг., уроженец Новогеоргиевска или его окрестностей.
- Фет, Афанасий Афанасьевич — русский поэт-лирик служил в этом городе в кирасирском военного ордена полку 1845—1853